# Liste der Naturdenkmäler in Wien/Favoriten
Die Liste der Naturdenkmäler in Wien/Favoriten listet alle als Naturdenkmal ausgewiesenen Objekte im 10. Wiener Gemeindebezirk Favoriten auf. Bei den 12 Naturdenkmälern handelt es sich laut Definition der Stadt Wien um fünf Einzel-Naturdenkmäler und ein Gruppen-Naturdenkmal.

## Naturdenkmäler
| Foto |                 | Name                                                                                                 | ID  | Standort                                                                              | Beschreibung | Fläche | Datum      |
| ---- | --------------- | --- | --- | ------------------------------------------------------------------------------------- | --- | ------ | ---------- |
| 1    | Datei hochladen | Mehrere Baumgruppen aus Flaumeichen (Quercus pubescens)                                              | 60  | Wien, Laaer Berg / Böhmischer Prater KG: Oberlaa Stadt, Simmering Standort            | Die Flaumeichen (Quercus pubescens) verteilen sich in mehreren Gruppen über ein größeres Gebiet am Laaer Berg. Es handelt sich hierbei um niedrige krüppelige Eichen, die der pannonischen Eichenwaldform angehören. |        | 23.12.1937 |
| 1    | Datei hochladen | Wienerbergteich und Umgebung                                                                         | 639 | Wien, Wienerberggründe, östlich Triester Str. Standort                                | Der Wienerbergteich entstand durch den Aushub von Lehm für die Ziegelproduktion. Es handelt sich um Ablagerungen des Pannonischen Sees mit gelbem Lehm sowie grauem und blauem Tegel. |        | 24.08.1976 |
| 1    | Datei hochladen | Stieleiche (Quercus robur)                                                                           | 701 | Wien, Puchsbaumgasse KG: Favoriten GrStNr: 1435/41 Standort                           | Die Stieleiche (Quercus robur) wurde 1982 wegen ihrer Größe und Ausformung unter Schutz gestellt. Sie wies zu diesem Zeitpunkt einen Stammumfang von 2,7 Meter und eine gleichmäßige Krone mit einem Durchmesser von 20 Meter auf. Das Alter des Baumes wurde auf rund 120 Jahre geschätzt. |        | 05.04.1982 |
| 1    | Datei hochladen | Abbauwand der ehemaligen Rudolfziegelöfen                                                            | 704 | Wien, Laaer Berg/Löwygrube KG: Simmering GrStNr: 606; 607/1; 619 Standort             | Die Abbauwand der ehemaligen Rudolfziegelöfen ist in geomorphologischer und paläontologischer Hinsicht für den gesamten Wiener Raum von großer Bedeutung. |        | 26.07.1982 |
| 1    | Datei hochladen | Trockenrasen „Hohlweg am Johannesberg“                                                               | 745 | Wien, Am Johannesberg KG: Unterlaa GrStNr: 156 Standort                               | Der Hohlweg am Johannesberg stellt den einzigen noch erhaltenen Löss-Hohlweg im Süden von Wien dar. Er beherbergt an seinen Hängen nach der Roten Liste gefährdete Farn- und Blütenpflanzen. |        | 06.11.1990 |
| 1    | Datei hochladen | Baumgruppe samt Freiplastik (4 Roßkastanien mit Grünfläche und Statue „Christus als Schmerzensmann“) | 751 | Wien, Leopoldsdorfer Straße/Ecke Scheunenstraße Standort                              | |        |            |
| 1    | Datei hochladen | Platane (Platanus x hybrida)                                                                         | 767 | Wien, Kundratstraße 3-Franz Josef-Spital KG: Favoriten GrStNr: 2090/3 Standort        | Die Ahornblättrige Platane (Platanus x hybrida) besitzt eine atypische Wuchsform. |        | 09.09.1996 |
| 1    | Datei hochladen | 2 Holunder (Sambucus nigra)                                                                          | 789 | Wien, Bürgergasse 10 KG: Favoriten GrStNr: 1229/2 Standort                            | Die beiden Schwarzen Holunder (Sambucus nigra) befinden sich im Innenhof des Hauses Bürgergasse 10. |        | 22.11.2004 |
| 1    | Datei hochladen | Ziesellebensraum                                                                                     | 795 | Wien, Goldberg KG: Oberlaa Stadt GrStNr: 1445; 1456 Standort                          | Die Fläche auf dem Goldberg im Bezirksteil Oberlaa beherbergt ein Vorkommen des streng geschützten Europäischen Ziesels (Spermophilus citellus). |        | 09.01.2007 |
| 1    | Datei hochladen | Rosskastanie (Aesculus hippocastanum)                                                                | 808 | Wien, Hintere Liesingbachstraße vor ONr. 1 KG: Oberlaa Land GrStNr: 2373/2 Standort   | Die Gewöhnliche Rosskastanie (Aesculus hippocastanum) weist einen Stammumfang von 2,75 Metern, einen Kronendurchmesser von etwa 10 Metern und eine Höhe von etwa 18 Metern auf. Die Unterschutzstellung des Baumes erfolgte aufgrund der Freistandskrone und der Wirkung auf das Ortsbild. |        | 08.11.2007 |
| 1    | Datei hochladen | Hängeesche (Fraxinus excelsior 'Pendula' )                                                           | 830 | Wien, Triester Straße 1, Friedhof Matzleinsdorf KG: Favoriten GrStNr: 1890/1 Standort | Die Hängeesche (Fraxinus excelsior 'Pendula' ) besitzt eine asymmetrische Form und weist in einem Meter Höhe einen Stammumfang von 1,50 Meter auf. Ihr Kronendurchmesser beträgt rund 11 Meter, ihre Höhe wird auf rund 7,50 Meter geschätzt. Die zum Zeitpunkt der Unterschutzstellung rund 60 Jahre alte Esche wurde auf Grund ihres besonderen Gepräges unter Schutz gestellt. |        | 03.07.2012 |
| 1    | Datei hochladen | Blaue Atlaszeder (Cedrus atlantica 'Glauca' )                                                        | 831 | Wien, Triester Straße 1, Friedhof Matzleinsdorf KG: Favoriten GrStNr: 1890/1 Standort | Die Blaue Atlaszeder (Cedrus atlantica 'Glauca' ) teilt sich in rund 2,50 Metern in zwei Stämme und besitzt eine gleichmäßige kegelförmige Erscheinungsform. Der Baum weist in einem Meter Höhe einen Stammumfang von 2,10 Meter auf, besitzt einen Kronendurchmesser von rund 16 Meter und eine Höhe von etwa 9 Meter. Das Alter wurde zum Unterschutzstellungszeitpunkt auf rund 60 Jahren geschätzt, wobei die Atlaszeder auf Grund ihres besonderen Gepräges ein schützenswertes Naturgebilde darstellt. |        | 03.07.2012 |
| 1    | Datei hochladen | 2 Kaukasische Flügelnussbäume (Pterocarya fraxinifolia)                                              | 845 | Wien, Waldmüllerpark, Landgutgasse 61–65 KG: Favoriten GrStNr: 1912/1 Standort        | Die kaukasischen Flügelnussbäume sind aufgrund ihrer Seltenheit und des besonderen Gepräges, das sie der Landschaftsgestalt verleihen, erhaltungs- und schutzwürdig. |        | 07.01.2019 |
| 0 BW | Datei hochladen | Stieleiche (Quercus robur)                                                                           | 848 | Wien, Liesingbachstraße 230 KG: Rothneusiedl GrStNr: 7/1 Standort                     | Der Baum hat einen Stammumfang von 1,80 m und eine Höhe von ca. 20 Metern. Sein Alter beträgt etwa 150 Jahre. |        | 26.03.2020 |

| Foto:                    | Fotografie des Naturdenkmals. Klicken des Fotos erzeugt eine vergrößerte Ansicht. Daneben finden sich zwei Symbole: \| Weitere Bilder vorhanden \| Das Symbol bedeutet, dass weitere Fotos des Objekts verfügbar sind. Durch Klicken des Symbols werden sie angezeigt. \| \| Eigenes Foto hochladen \| Durch Klicken des Symbols können weitere Fotos des Objekts in das Medienarchiv Wikimedia Commons hochgeladen werden. \| |
| Name:                    | Bezeichnung des Naturdenkmals laut offiziellen Quellen |
| ID                       | Identifikator |
| Standort:                | Es ist die Gemeinde und falls vorhanden die Adresse angegeben. Darunter sind die Katastralgemeinde (KG) und die Grundstücksnummer angeführt. Durch Aufruf des Links Standort wird die Lage des Denkmals in verschiedenen Kartenprojekten angezeigt. |
| Beschreibung             | Kurze Beschreibung des Naturdenkmals |
| Fläche                   | Fläche des Naturdenkmals in Hektar (ha) |
| Datum                    | Datum oder Jahr der Unterschutzstellung |
| Weitere Bilder vorhanden | Das Symbol bedeutet, dass weitere Fotos des Objekts verfügbar sind. Durch Klicken des Symbols werden sie angezeigt. |
| Eigenes Foto hochladen   | Durch Klicken des Symbols können weitere Fotos des Objekts in das Medienarchiv Wikimedia Commons hochgeladen werden. |